# Topczii
Topczii (bułg. Топчии) – wieś w Bułgarii, w obwodzie Razgrad, w gminie Razgrad. W 2023 roku liczyła 551 mieszkańców.